# Campionato mondiale militare di scherma 2000
Il Campionato mondiale militare di scherma del 2000 ("2000 World Military Fencing Championships") è stato organizzato dalla Federazione internazionale della scherma e si è svolto a Viterbo in Italia dal 16 al 23 giugno.
Nel fioretto, si sono aggiudicati i titoli di campione e campionessa mondiale militare l'italiano Giuseppe Pierucci, e l'italiana Giovanna Trillini che ha avuto la meglio sulla connazionale Francesca Bortolozzi.
Nella spada è stata la volta dell'italiano Diego Confalonieri e dell'italiana Margherita Zalaffi.
Nella sciabola l'italiano ha vinto il titolo di campione del mondo militare Alessandro Cavaliere.
Nel campionato mondiale militare a squadre maschili, la nazionale italiana ha prevalso nella finale del fioretto contro i Paesi Bassi, mentre la nazionale svizzera ha vinto nella spada contro la formazione italiana, ed infine la nazionale italiana ha avuto la meglio sulla compagine francese nella sciabola.
Nel campionato mondiale militare a squadre femminili, la nazionale italiana ha vinto il fioretto, mentre la Bielorussia ha vinto nella spada contro la compagine italiana.

## Podi

### Uomini
| Specialità  | Oro                           | Argento                     | Bronzo                                                |
| Individuali |                               |                             |                                                       |
| Fioretto    | Giuseppe Pierucci             | -                           | -                                                     |
| Spada       | Diego Confalonieri            | -                           | -                                                     |
| Sciabola    | Alessandro Cavaliere          | -                           | -                                                     |
| A squadre   |                               |                             |                                                       |
| Fioretto    | Italia Giuseppe Pierucci -    | Paesi Bassi -               | Stati Uniti Luke Chielen Chris Jones Frets Olivares - |
| Spada       | Svizzera -                    | Italia Diego Confalonieri - | Francia -                                             |
| Sciabola    | Italia Alessandro Cavaliere - | Francia -                   | Belgio -                                              |

### Donne
| Specialità  | Oro                                                               | Argento                     | Bronzo            |
| Individuali |                                                                   |                             |                   |
| Fioretto    | Giovanna Trillini                                                 | Francesca Bortolozzi        | Valentina Vezzali |
| Spada       | Margherita Zalaffi                                                | -                           | -                 |
| A squadre   |                                                                   |                             |                   |
| Fioretto    | Italia Francesca Bortolozzi Giovanna Trillini Valentina Vezzali - | -                           | -                 |
| Spada       | Bielorussia -                                                     | Italia Margherita Zalaffi - | Paesi Bassi -     |